# 阿克蘇道
阿克蘇道，全稱為分巡阿克蘇兵備道，是清代新疆省下設的一道。
光緒八年（1882年）置，道員駐溫宿府阿克蘇城（今阿克蘇市）。光緒三十四年（1908年），阿克蘇道轄二府、一直隸廳、一直隸州：
| 府、廳、州 | 治所              | 領縣數 | 所領廳、州、縣 |
| ---------- | ----------------- | ------ | -------------- |
| 溫宿府     | 阿克蘇城          | 2      | 溫宿縣         |
| 溫宿府     | 阿克蘇城          | 2      | 拜城縣         |
| 焉耆府     | 焉耆 （喀喇沙爾） | 3      | 新平縣         |
| 焉耆府     | 焉耆 （喀喇沙爾） | 3      | 輪臺縣         |
| 焉耆府     | 焉耆 （喀喇沙爾） | 3      | 婼羌縣         |
| 庫車直隸州 | 庫車              | 1      | 沙雅縣         |
| 烏什直隸廳 | 烏什              | 無     |                |

中華民國成立後，全国廢府、州，以道領縣。1920年，分阿克蘇道之焉耆、輪臺、尉犁、婼羌、且末五縣與迪化道二縣置焉耆道。1924年，內務部通令裁撤各道，以省領縣。